# Adrénomyéloneuropathie
L’adrénomyéloneuropathie (AMN) est une maladie neurodégénérative héréditaire rare, qui touche principalement la moelle épinière et les nerfs périphériques. Cette pathologie peu fréquente concerne moins d’une personne sur 40 000. Elle représente une forme d’adrénoleucodystrophie liée au chromosome X, un trouble des peroxysomes causé par des mutations du gène ABCD1. Ces mutations entraînent une production insuffisante de la protéine d’adrénoleucodystrophie (ALDP), ce qui provoque l’accumulation d’acides gras à très longue chaîne. Cette accumulation endommage progressivement la gaine protectrice entourant les fibres nerveuses du cerveau et de la moelle épinière. L'AMN provoque une dysfonction motrice progressive, souvent accompagnée d’une insuffisance surrénalienne. En raison de sa transmission liée au chromosome X, cette affection affecte majoritairement les hommes, bien que les femmes porteuses puissent développer des symptômes plus légers à un âge plus avancé.

## Symptômes
Les premiers signes de l’adrénomyéloneuropathie (AMN) apparaissent généralement vers la fin de la vingtaine et évoluent lentement au fil du temps. L’âge moyen d’apparition des symptômes est de 28 ans. Les manifestations les plus courants sont,, :
- une raideur et une faiblesse progressives des jambes (paraparésie spastique) ;
- une ataxie (perte de coordination) ;
- des troubles urinaires et intestinaux ;
- une dysfonction sexuelle ;
- une insuffisance surrénalienne, responsable de fatigue, de perte de poids et d’hypotension ;
- une neuropathie périphérique, provoquant des engourdissements ou des douleurs dans les membres.

Chez environ 46 % des personnes atteintes, l’AMN est également associée à un dysfonctionment cérébrale. Celle-ci peut entraîner un déclin cognitif (en), des troubles du comportement, une perte de la vision ou de l’audition, ainsi que des crises d’épilepsie.

## Diagnostic
Le diagnostic de l’AMN repose sur une évaluation clinique et biologique approfondie. Dans plus de la moitié des états américains, un dépistage néonatal permet de détecter la maladie dès la naissance. Le processus commence souvent par une prise de sang, qui peut révéler des taux élevés d’acides gras à très longue chaîne (VLCFA), un marqueur biochimique typique de l’adrénoleucodystrophie liée à l’X. Ce résultat est ensuite confirmé par un test génétique permettant d’identifier une mutation du gène ABCD1. Pour détecter une éventuelle atteinte cérébrale et suivre l’évolution de la maladie, des examens d’imagerie comme l’IRM sont utilisés. Par ailleurs, des tests de la fonction surrénalienne incluant les dosages de cortisol et d’ACTH permettent de vérifier la présence d’une insuffisance surrénalienne, fréquente dans l’AMN.

## Traitement
Même s’il n’existe pas de traitement curatif pour l’AMN, plusieurs approches permettent d’en atténuer les symptômes et de ralentir la progression. L’hormonothérapie substitutive est couramment utilisée pour traiter l’insuffisance surrénalienne, grâce à des glucocorticoïdes (comme l’hydrocortisone) et des minéralocorticoïdes (comme la fludrocortisone). Parallèlement, la kinésithérapie joue un rôle clé dans le maintien de la mobilité et de la gestion de la spasticité. De nouvelles pistes thérapeutiques, telles que la thérapie génique et la greffe de cellules souches hématopoïétiques, sont en cours d’étude, notamment chez les patients présentant une atteinte cérébrale,.
La diagnostic précoce et une prise en charge rapide sont essentiels pour améliorer la qualité de vie des personnes touchées.

## Pronostic
L’évolution de l’AMN varie d’un patient à l’autre. Certains connaissent une dégradation lente sur plusieurs décennies, tandis que d’autres, en particulier ceux atteints de lésions cérébrales, peuvent subir une détérioration rapide. Un suivi médical régulier et une prise en charge personnalisée sont donc indispensables pour répondre aux besoins changeants des personnes vivant avec l’AMN.